# Felis silvestris caucasica
Mèo rừng Caucasica (Felis silvestris caucasica) là một phân loài mèo rừng châu Âu sinh sống ở dãy núi Kavkaz và Thổ Nhĩ Kỳ.

## Phân loại
Felis silvestris caucasica được mô tả bởi Konstantin Satunin vào năm 1905 trên cơ sở da của một cá thể mèo cái được thu thập gần Borjomi ở Gruzia.
Felis silvestris trapeziađã được đề xuất vào năm 1916 cho một mẫu vật động vật con đực trong bộ sưu tập Bảo tàng lịch sử tự nhiên, London, có nguồn gốc ở vùng lân cận Trabzon ở miền bắc Thổ Nhĩ Kỳ.